# Letis implens
Letis implens là một loài bướm đêm trong họ Erebidae.